# Placentalia
Placentaires
Infra-classe
Super-ordres de rang inférieur
- Afrotheria
- Xenarthra
- clade Boreoeutheria
  - Euarchontoglires
  - Laurasiatheria

Les Placentaires (Placentalia) forment une infra-classe très diversifiée de mammifères thériens caractérisés par le fait qu'ils accouchent de juvéniles par contraste avec les Marsupiaux qui accouchent de larves ou les Monotrèmes qui pondent des œufs. Cela est rendu possible par la présence d'un placenta, plus développé et plus complexe que chez les marsupiaux, ce qui leur a donné leur nom. Leur apparition remonterait à environ 150 millions d'années d'après l'horloge moléculaire.
Placentalia se définit comme un groupe-couronne ayant parfois le rang de cohorte ou d'infra-légion. Le taxon Eutheria (les Euthériens) est souvent utilisé pour désigner les Placentaires, mais ce clade est en réalité la branche contenant tous les taxons plus proches des Placentaires que des Marsupiaux et ils contient donc des espèces fossiles basales qui n'ont pas les caractéristiques des Placentaires.

## Caractéristiques
La caractéristique la plus populaire de ce groupe : le développement de la progéniture se passe en majeure partie au sein de l'utérus maternel grâce à un placenta permettant beaucoup plus d'échanges entre la mère et ladite progéniture. On distingue notamment un stade embryonnaire et un stade fœtal, au contraire des marsupiaux qui n'ont que le stade embryonnaire avant de naître à l'état larvaire. L'examen du pelvis d'Eomaia semble indiquer que les euthériens non placentaires naissaient précocement, au stade larvaire comme des marsupiaux.
Parmi les autres caractéristiques qui singularisent les placentaires des non placentaires au sein des euthériens (y compris fossiles) :
- on note la disparition des os épipubiques ;
- la profondeur et l'ouverture du pelvis sont aussi plus larges, d'où un dimorphisme sexuel du bassin toujours présent, bien qu'il ne se base plus sur la présence ou l'absence des os épipubiques ;
- au lieu d'un cloaque, ils possèdent un pénis ou une vulve pour la reproduction et la miction et un anus pour la défécation ;
- il existe aussi de petites différences au niveau de l'articulation des tarses et de la cheville, ainsi que pour la denture comme la disparition de la rainure meckelienne[4].

## Classification

### Histoire
Les paléontologues américains George Simpson et Mike Novacek cherchent à établir la généalogie des mammifères, en particulier des euthériens et des placentaires. Ils n'ignorent pas que la convergence évolutive constitue un écueil, en ce que des traits similaires peuvent apparaître chez des espèces distinctes. Mais, compte-tenu des connaissances scientifiques de l'époque, ils n'ont d'autre choix que de fonder leur classification sur l'anatomie. À la fin des années 1990s et début des années 2000s, Mark Springer publie les premiers analyses génétiques, et c'est un choc pour le monde de la paléontologie. Une nouvelle classification, davantage fondée sur la géographie que sur l'anatomie s'impose, dorénavant largement acceptée, y compris par les paléontologues qui reconnaissent leur erreur.

### Liste des ordres actuels
D'après l'ITIS pour le taxon parent Eutheria :
- (super-ordre Afrotheria) :
  - Afrosoricida Stanhope, 1998 : taupes dorées, tenrecs... ;
  - Hyracoidea Huxley, 1869 : damans ;
  - Macroscelidea Butler, 1956 : musaraignes à trompe ;
  - Proboscidea Illiger, 1811 : éléphants, mammouth... ;
  - Sirenia Illiger, 1811 : dugongs et lamantins ;
  - Tubulidentata Huxley, 1872 : l'oryctérope.
- (super-ordre Xenarthra) :
  - Cingulata Illiger, 1811 : tatous ;
  - Pilosa Flower, 1883 : fourmiliers et paresseux.
- (clade Boreoeutheria) :
  - super-ordre Euarchontoglires :
    - Dermoptera Illiger, 1811 : colugos,
    - Lagomorpha Brandt, 1855 :  lapins, lièvres et pikas,
    - Primates Linnaeus, 1758 : singes, lémuriens, tarsiers, humain...,
    - Rodentia Bowdich, 1821 : rongeurs,
    - Scandentia Wagner, 1855 : toupayes... ;

  - (super-ordre Laurasiatheria) :
    - Artiodactyla Owen, 1848 : chameaux, porcs, Ruminants...
    - Carnivora Bowdich, 1821 : caniformes (loups, ours, furets, phoques...), féliformes (chats, hyènes, civettes...)
    - Cetacea Brisson, 1762 : baleines, cachalots, dauphins
    - Chiroptera Blumenbach, 1779 : chauve-souris,
    - Erinaceomorpha Gregory, 1910 : hérissons,
    - Perissodactyla Owen, 1848 : équidés, rhinocéros, tapirs... ;
    - Pholidota Weber, 1904 : pangolins,
    - Soricomorpha Gregory, 1910 : taupes, musaraignes...

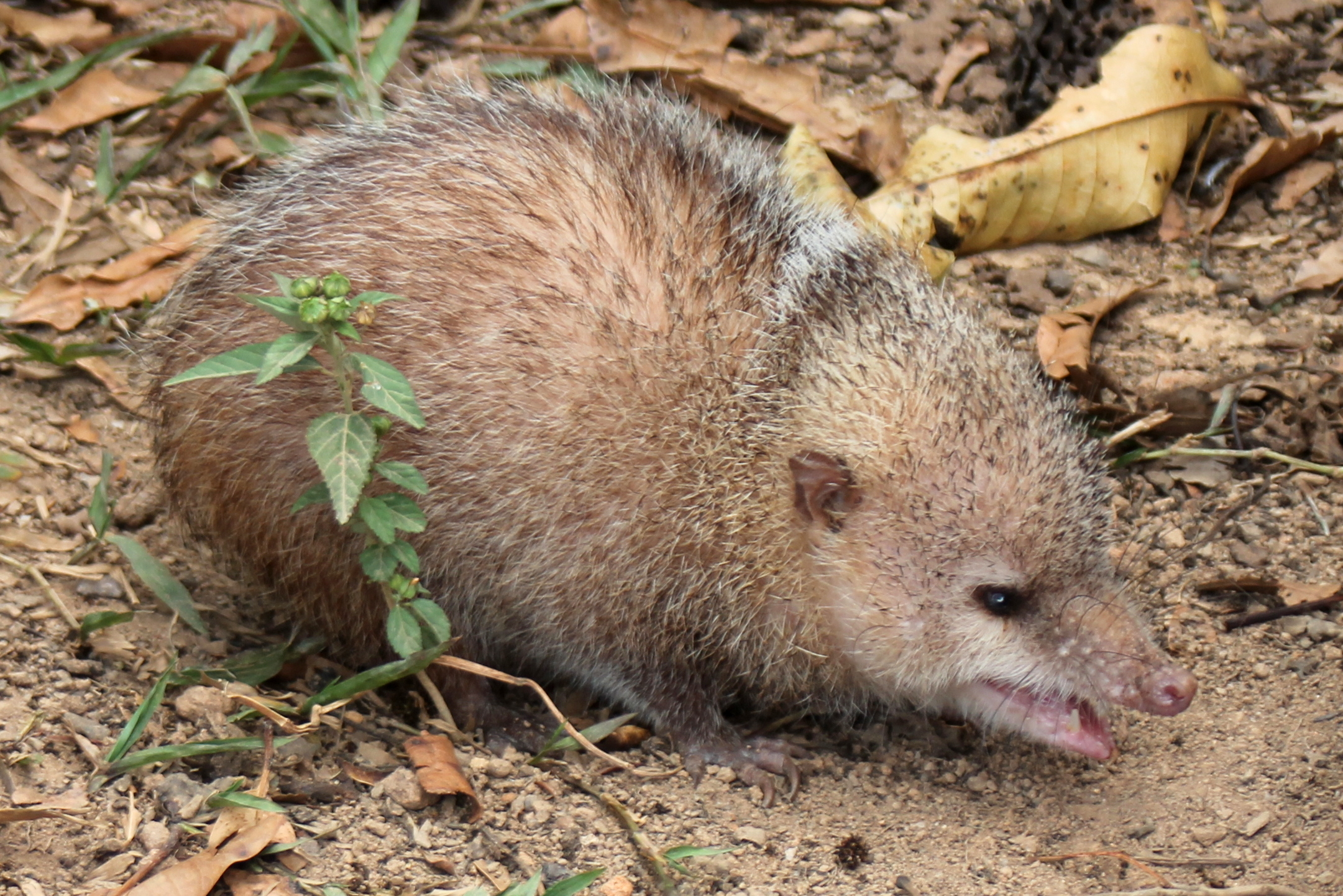
Tenrec ecaudatus (Afrosoricida)
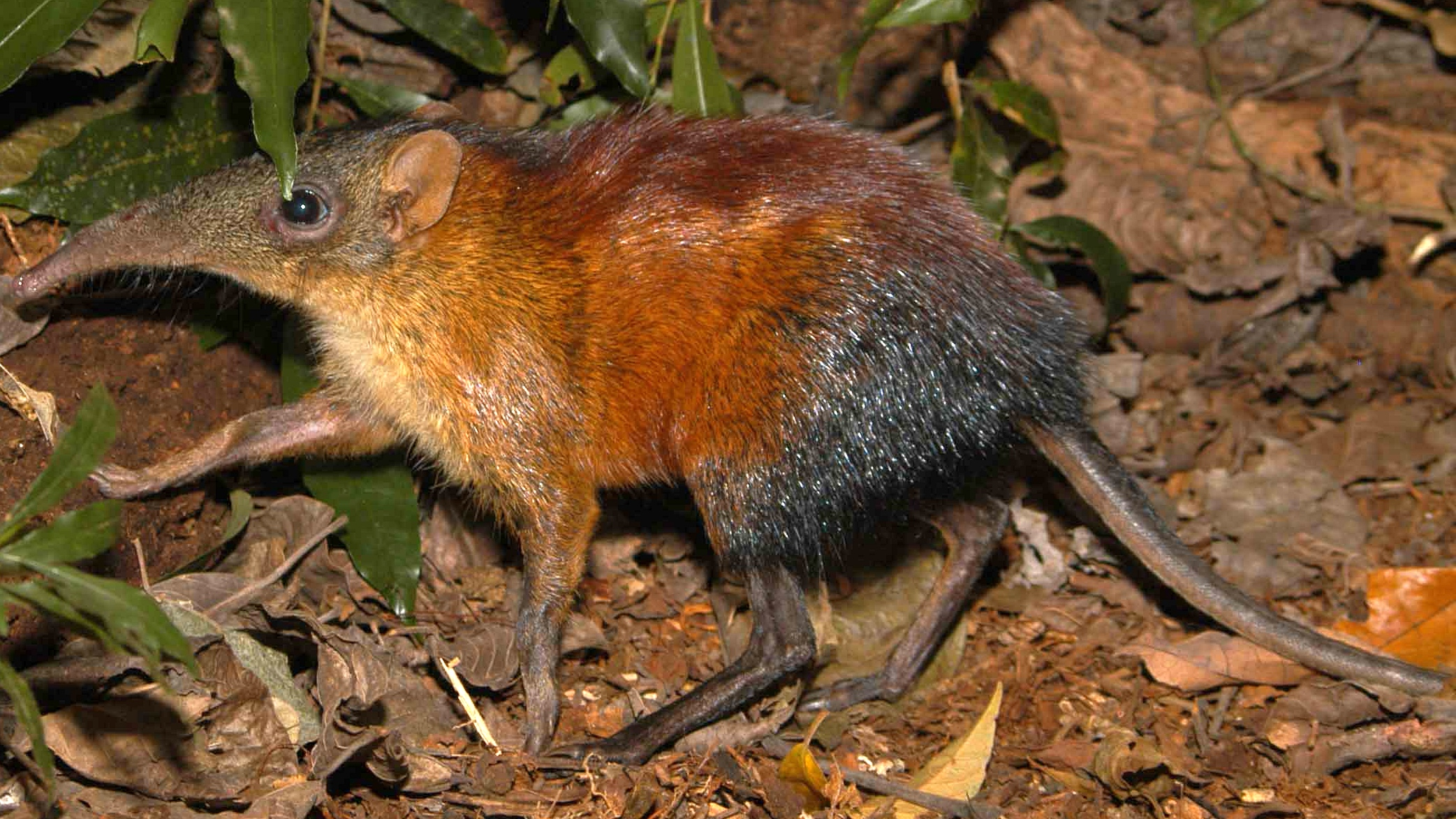
Rhynchocyon udzungwensis (Macroscelidea)
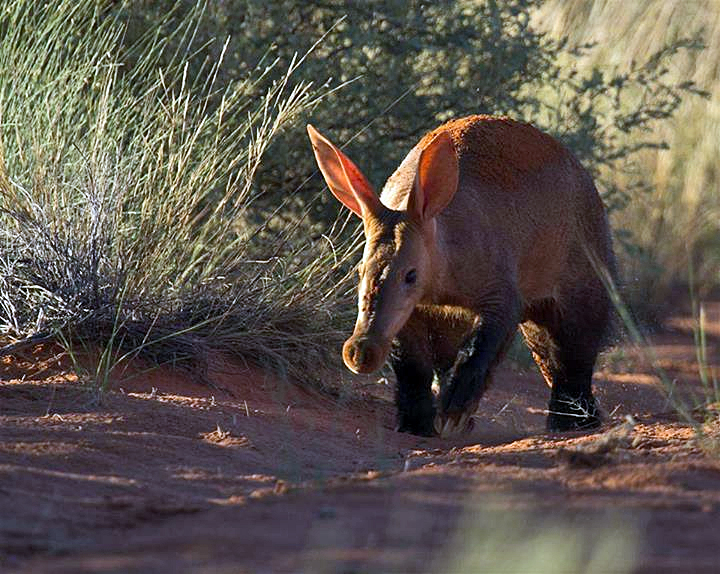
Orycteropus afer (Tubulidentata)
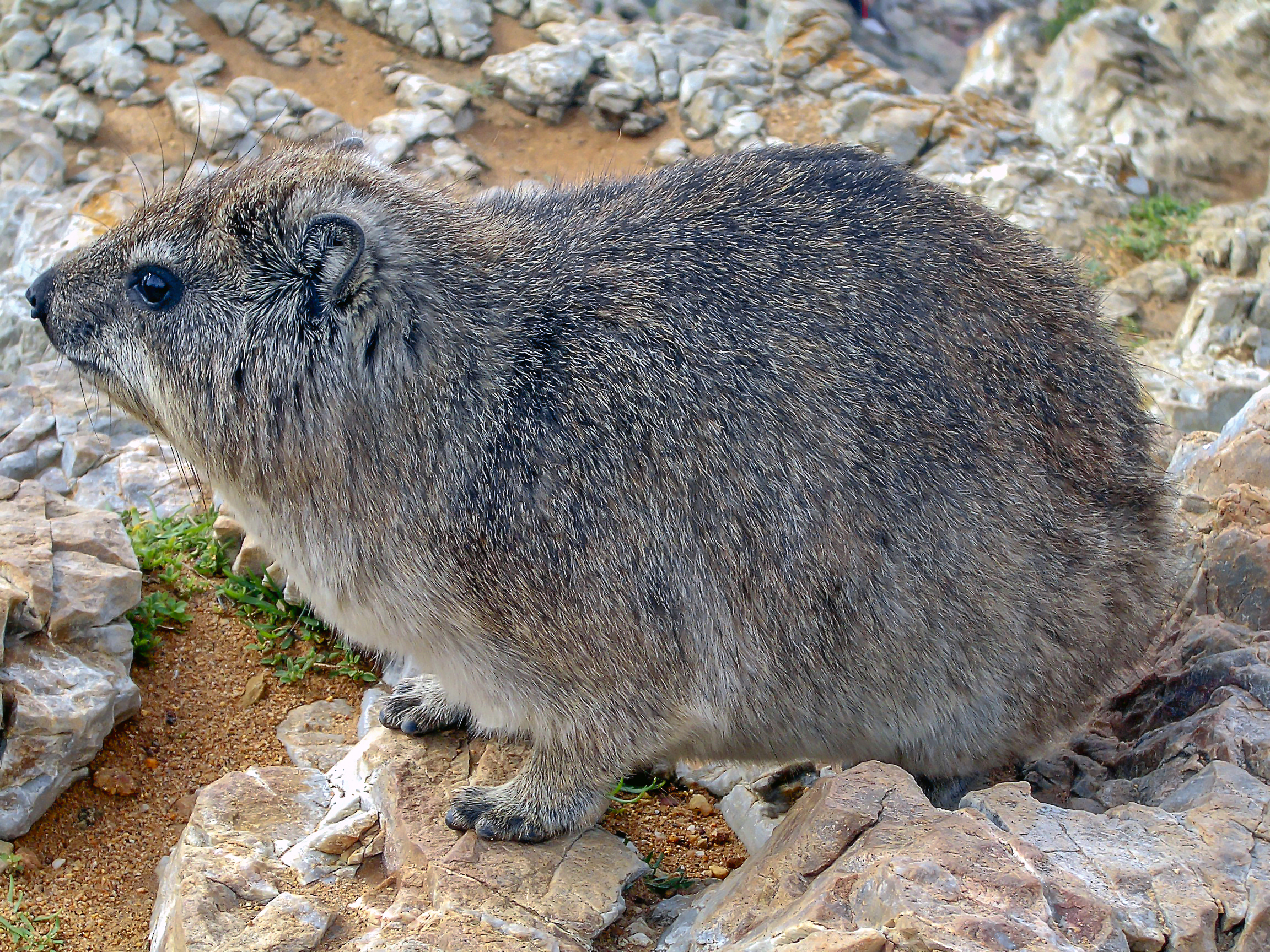
Procavia capensis (Hyracoidea)
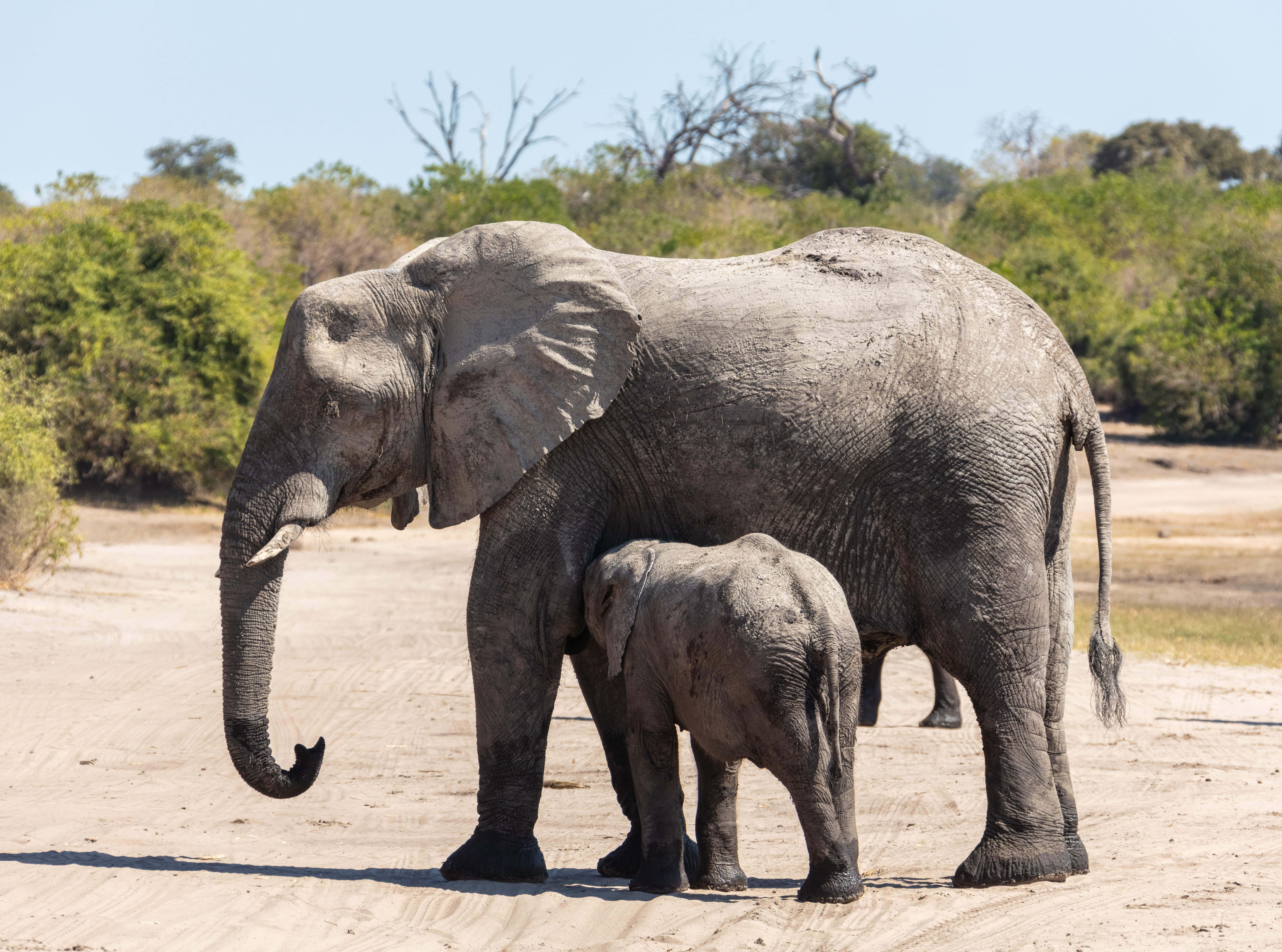
Loxodonta africana (Proboscidea)
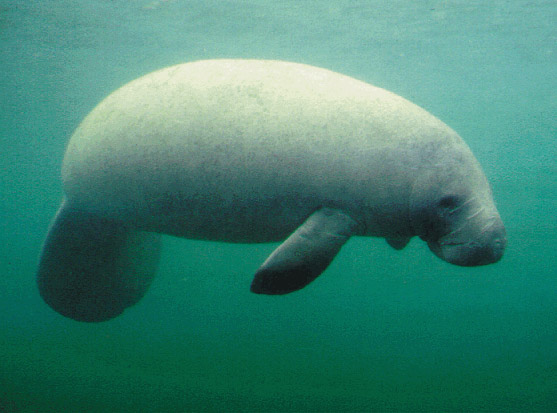
Trichechus manatus (Sirenia)
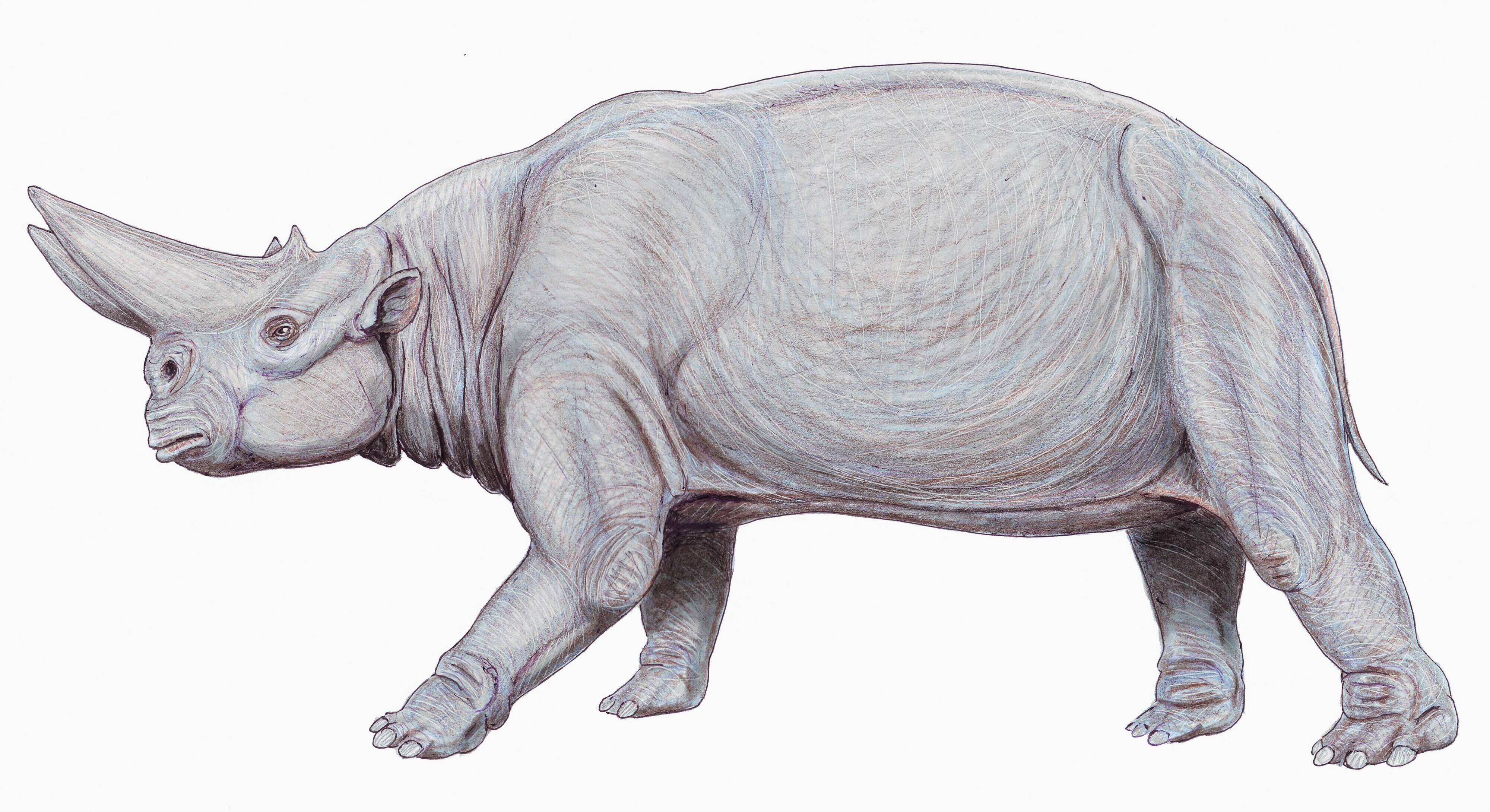
Reconstitution de Arsinoitherium zitteli (Embrithopoda)
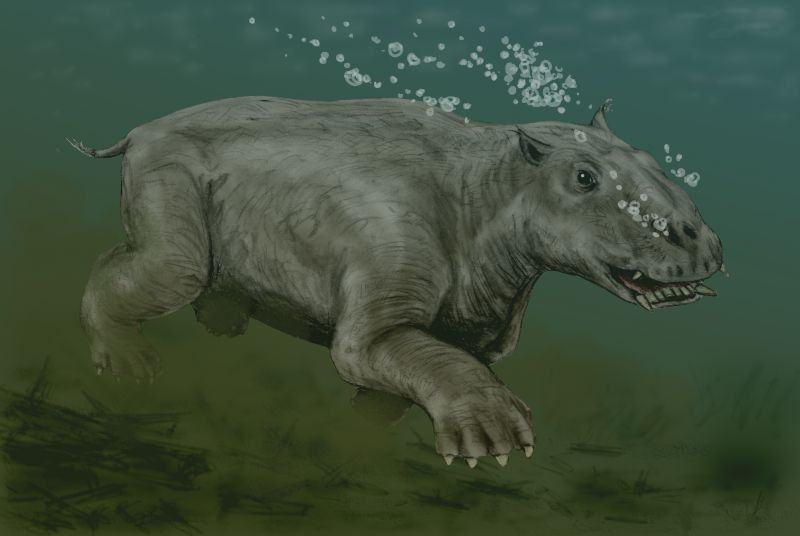
Reconstitution de Paleoparadoxia tabatai (Desmostylia)
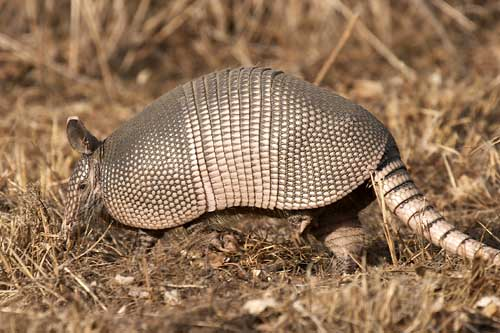
Dasypus novemcinctus (Cingulata)
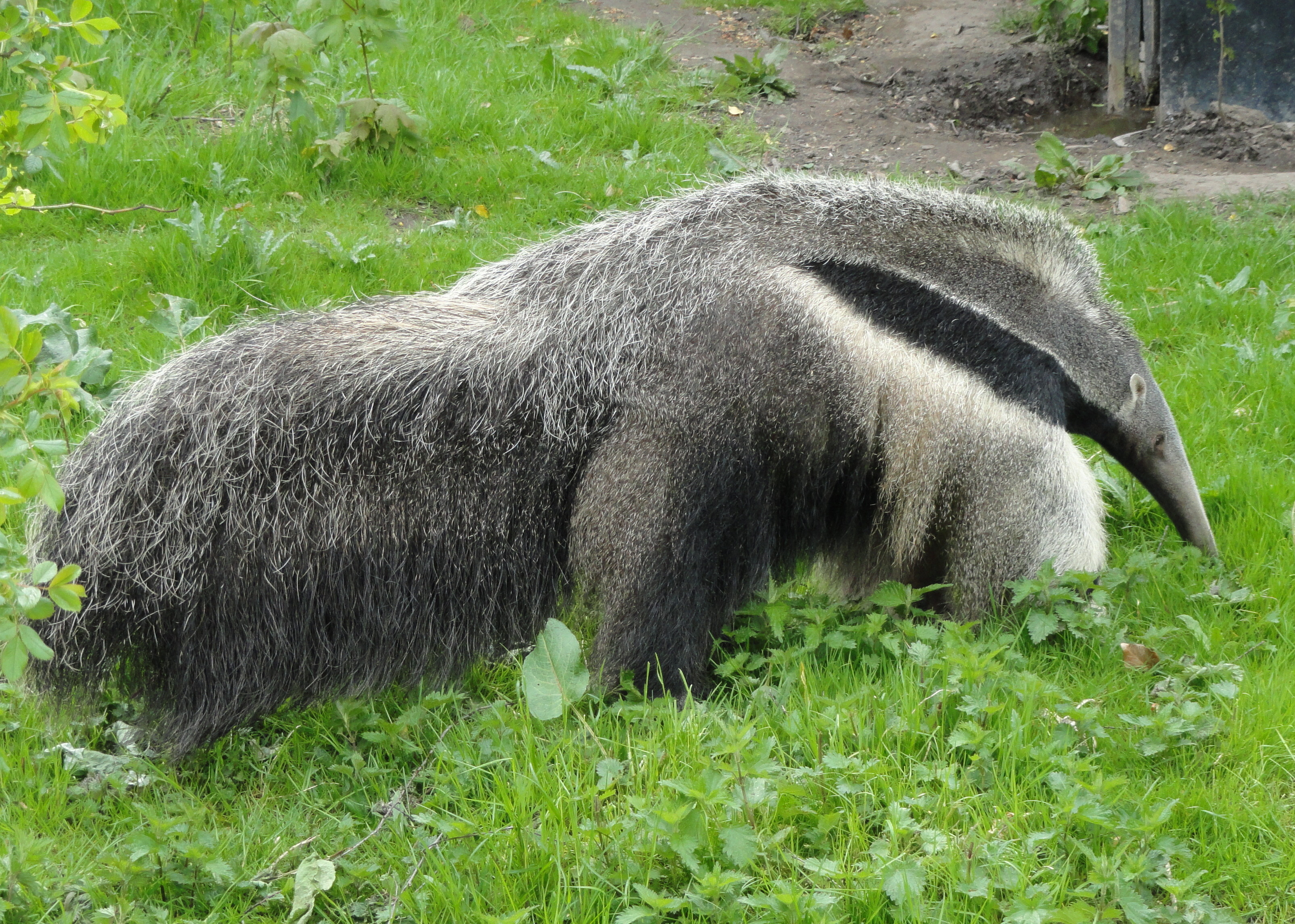
Myrmecophaga tridactyla  (Pilosa)
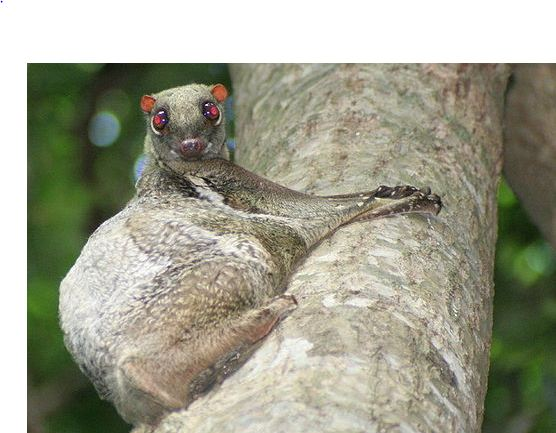
Galeopterus variegatus (Dermoptera)
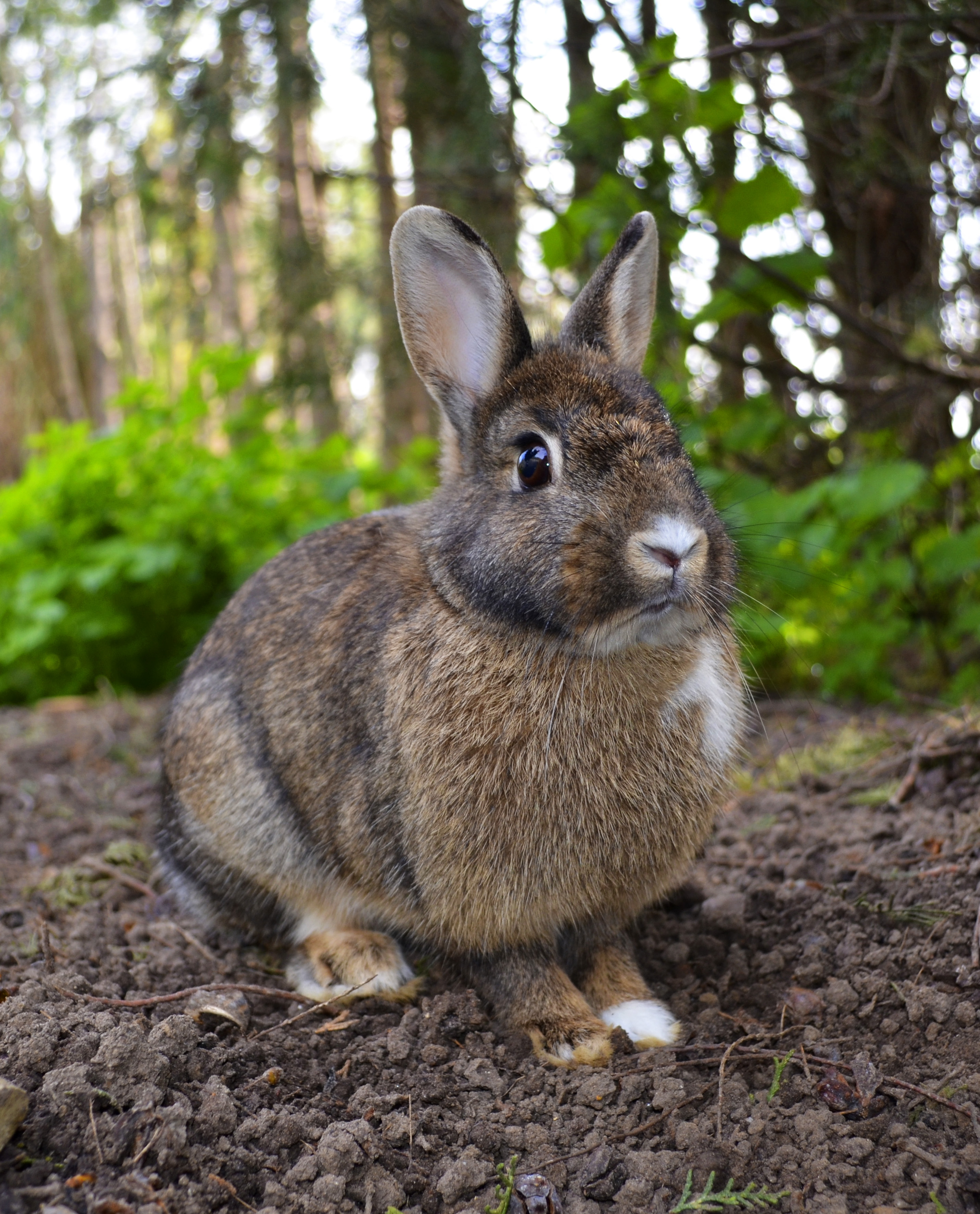
Oryctolagus cuniculus (Lagomorpha)
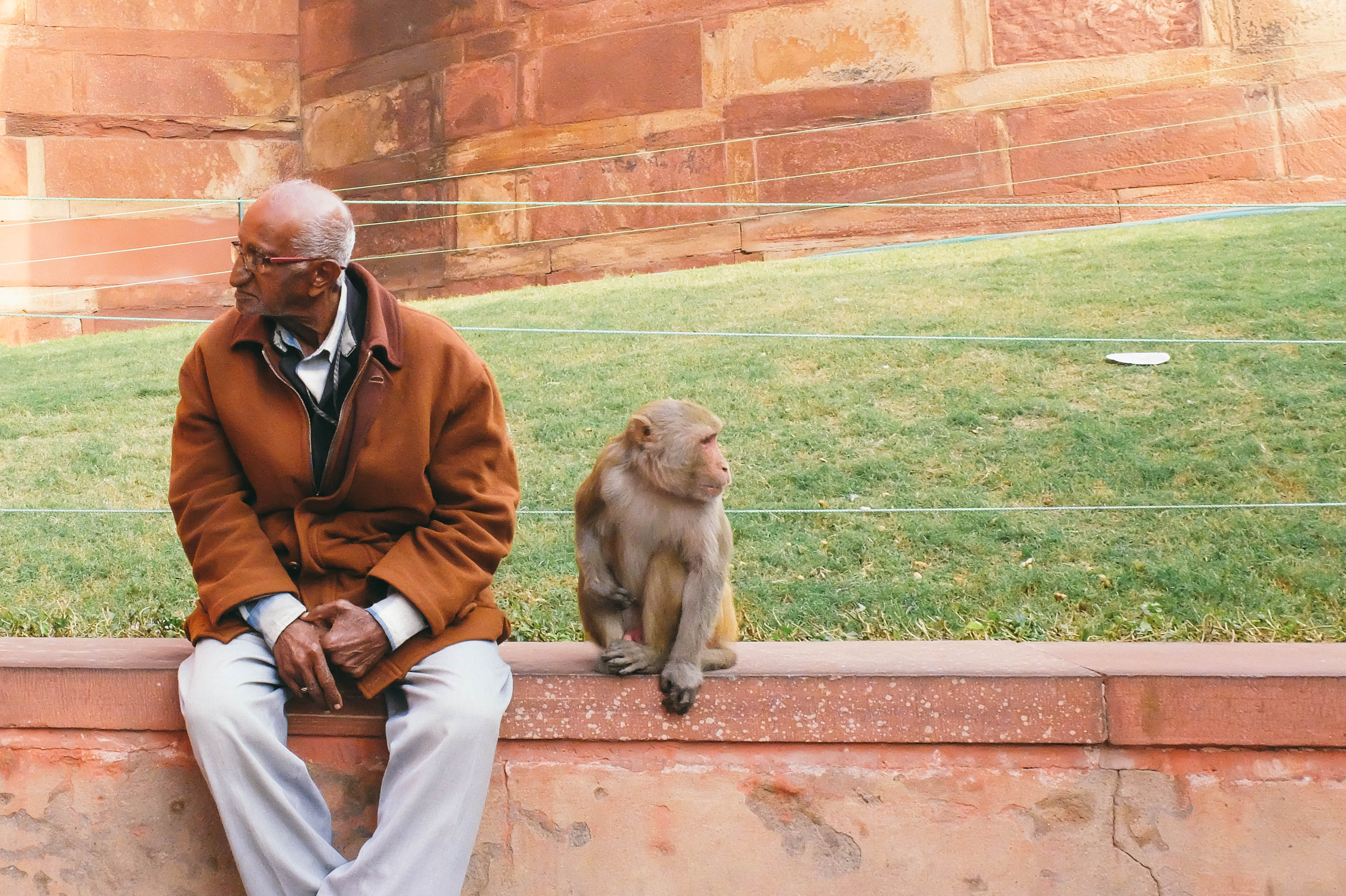
Homo sapiens et Macaca mulatta (Primates)
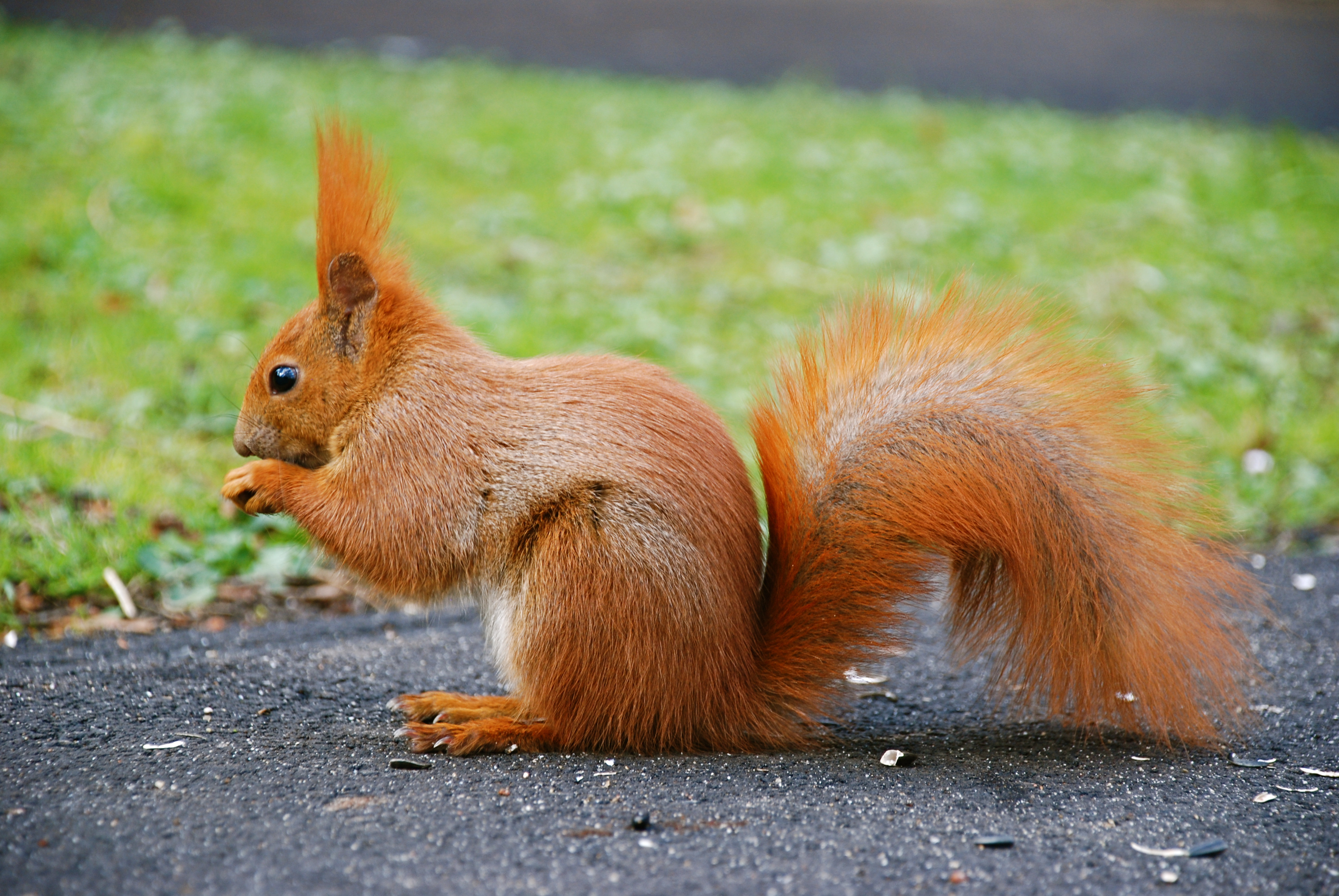
Sciurus vulgaris (Rodentia)
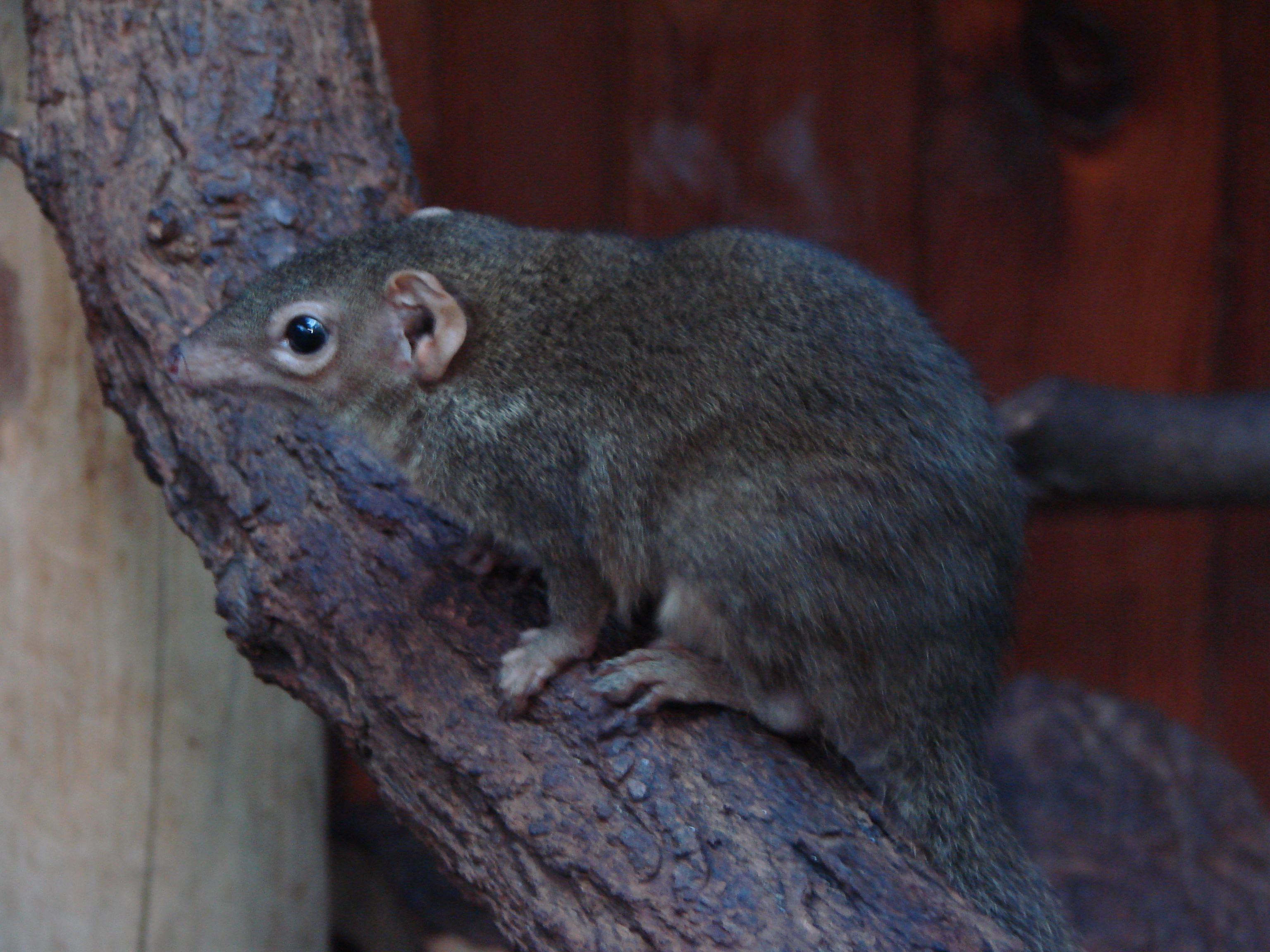
Tupaia belangeri (Scandentia)
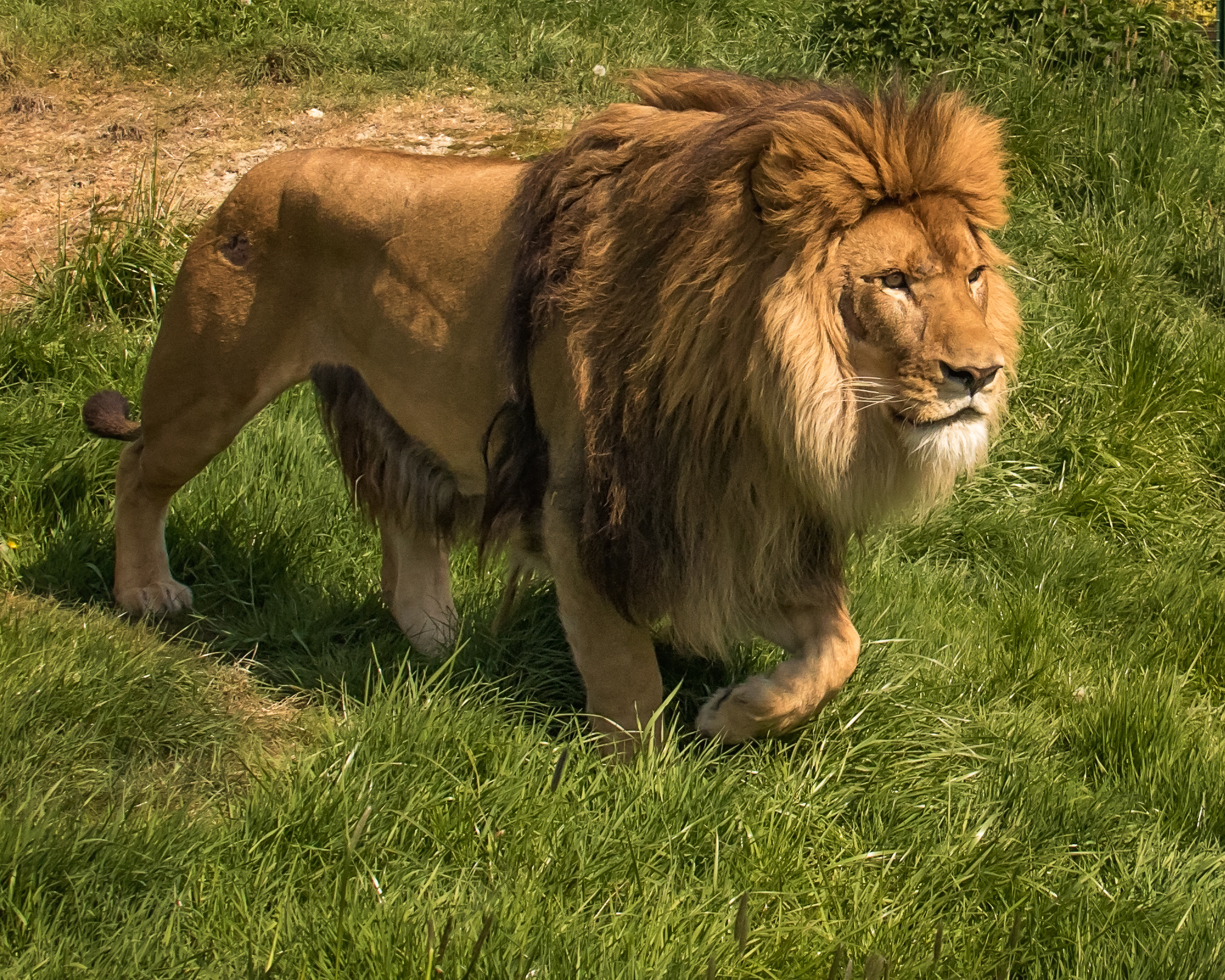
Panthera leo (Carnivora)
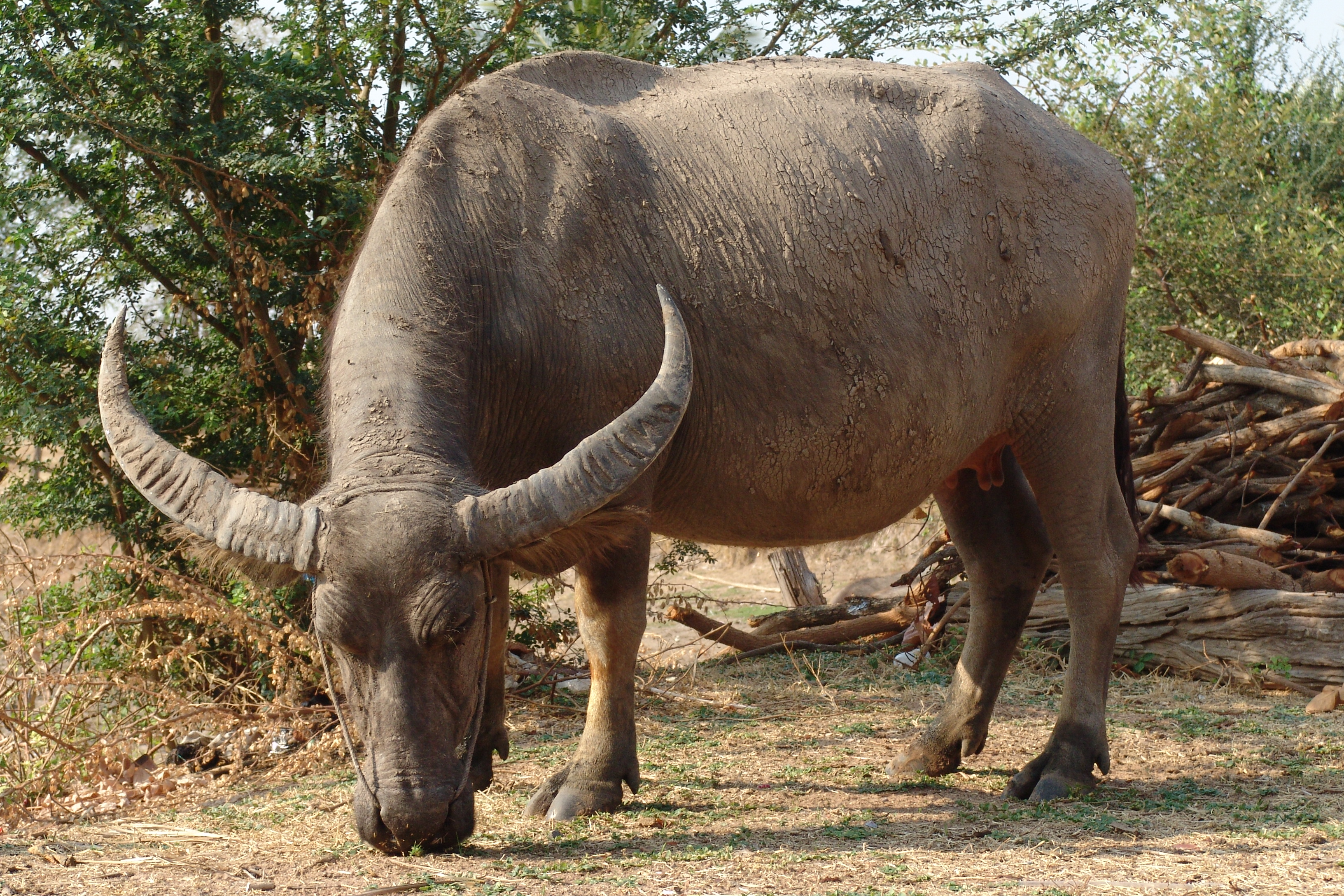
Bubalus bubalis (Cetartiodactyla)
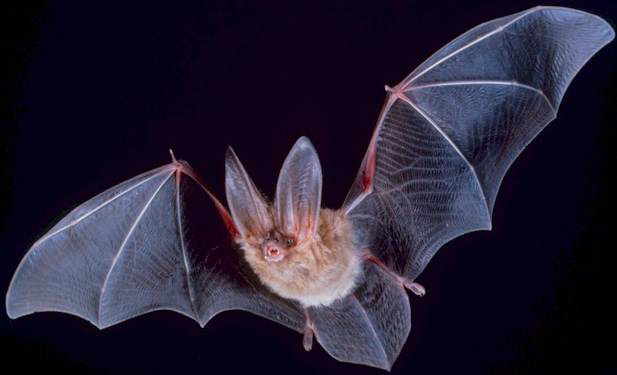
Corynorhinus townsendii (Chiroptera)
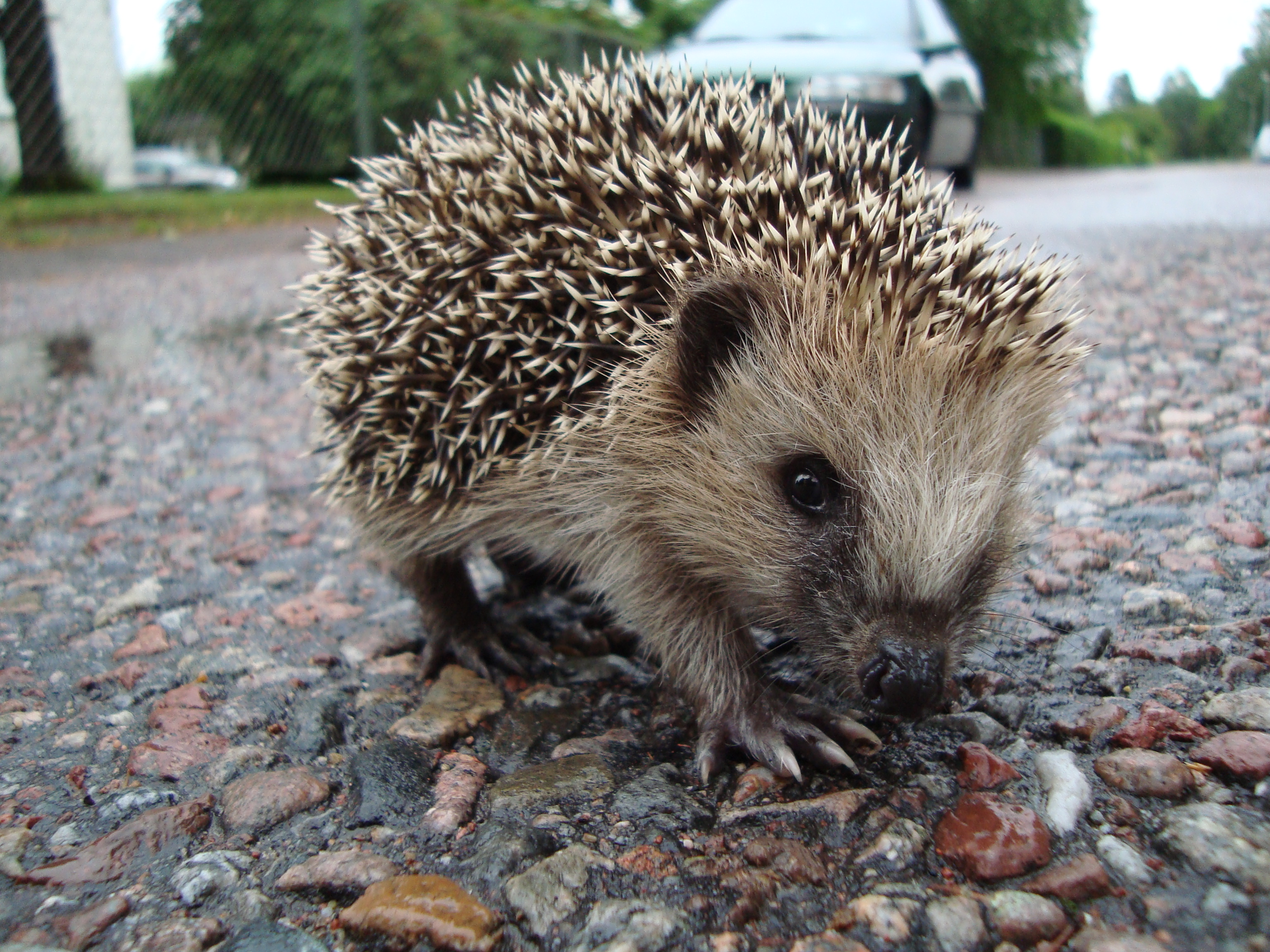
Erinaceus europaeus (Erinaceomorpha)
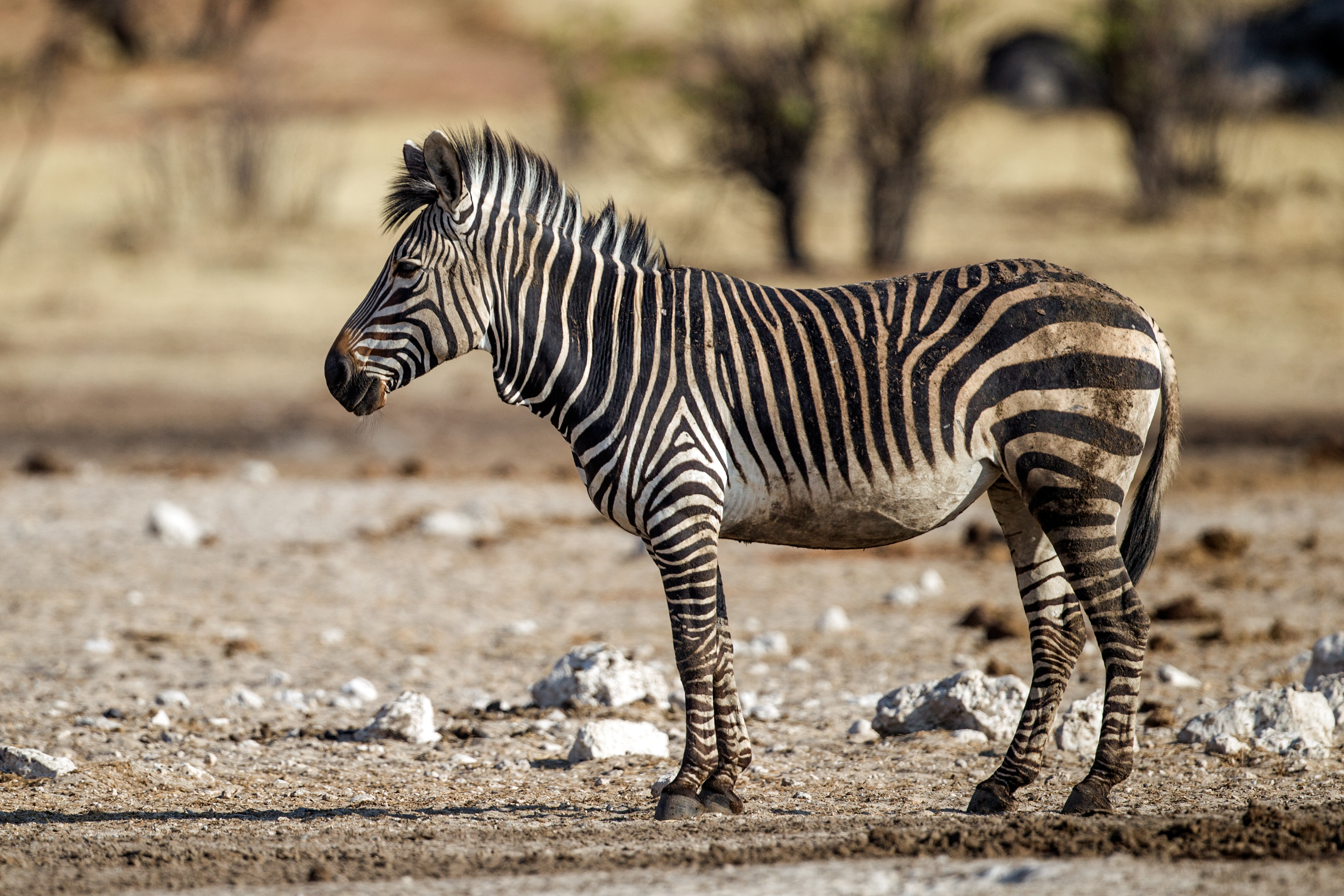
Equus zebra (Perissodactyla)
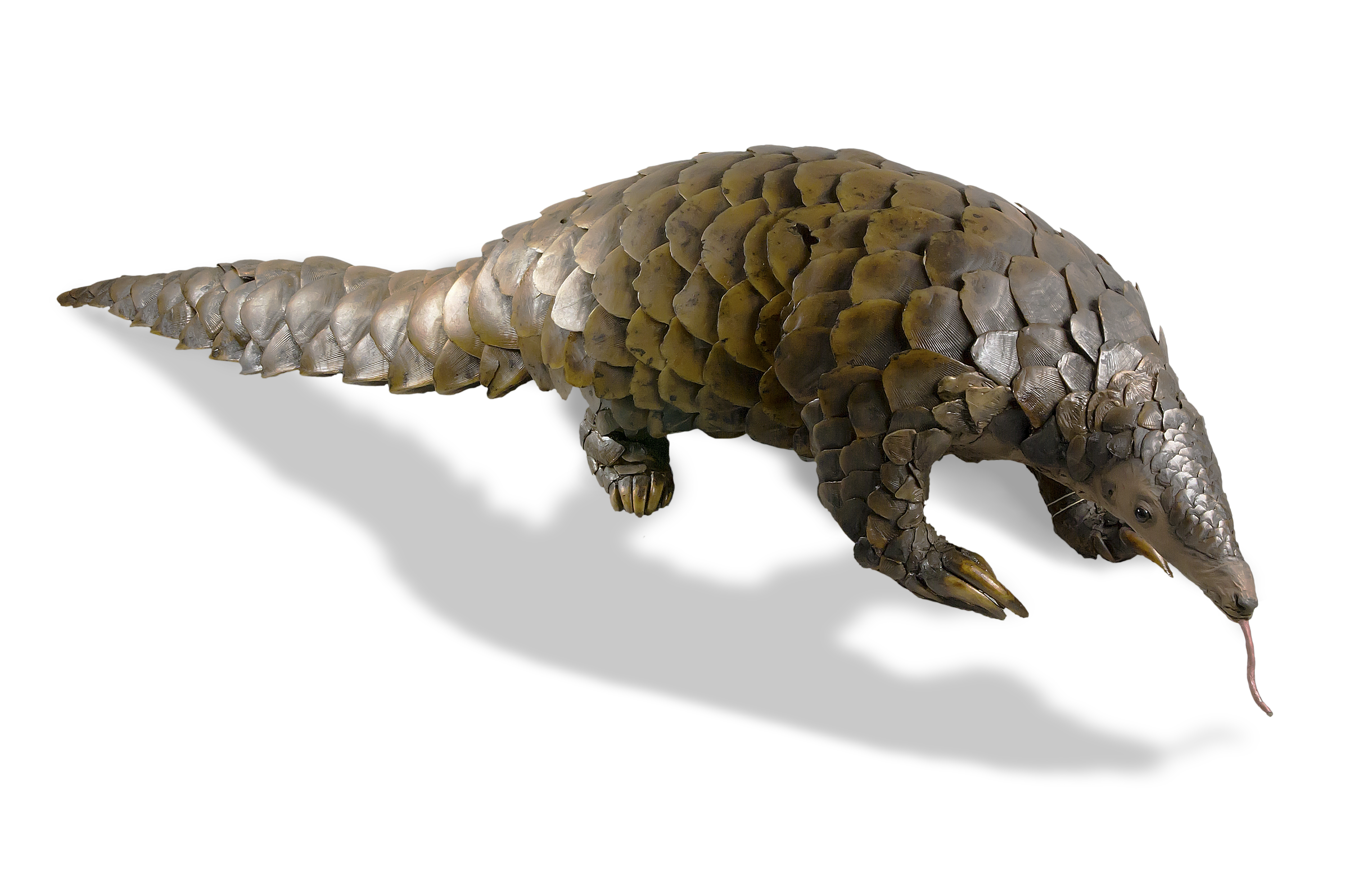
Manis temminckii (Pholidota)
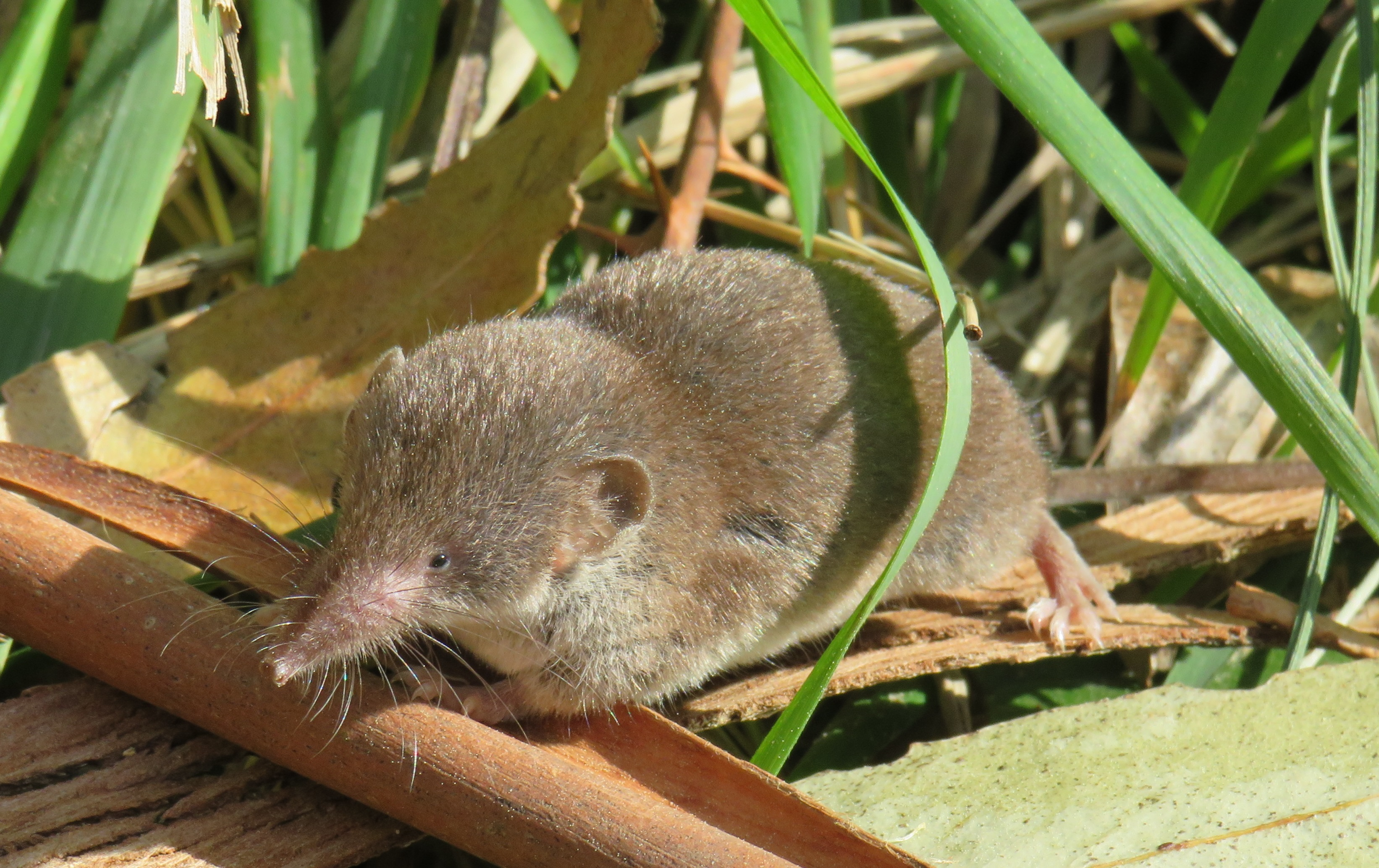
Crocidura russula (Soricomorpha)

## Phylogénie

### Au sein des thériens
Les mammifères placentaires sont ancrés dans la branche des euthériens, parallèlement aux marsupiaux dans celle des métathériens.

La datation de l'ancêtre commun des placentaires est sujette à controverse. Les études de phylogénie moléculaire font remonter les grands groupes modernes de placentaires et leur dernier ancêtre commun au milieu du Crétacé (entre 90 et 105 millions d'années),,, mais cette datation est remise en cause, notamment par une étude combinant traits génétiques et morphologiques, et la date d'apparition des mammifères placentaires pourrait être de 65 millions d'années, soit entre 200 000 et 400 000 ans après l'extinction Crétacé-Tertiaire des dinosaures non aviens suggérant ainsi le scénario d'une explosion radiative,,.

Phylogénie simplifiée des Euthériens d'après Luo et al., 2011 :
|  | †Juramaia                                                                                   |
|  |                                                                                             |
|  | †Montanalestes                                                                              |
|  |                                                                                             |
|  | \| \| †Eomaia \| \| \| \| \| \| †Murtoilestes \| \| \| \| \| \| †Prokennalestes \| \| \| \| |
|  |                                                                                             |
|  | autres euthériens avec Placentalia                                                          |
|  |                                                                                             |
|  | †Eomaia                                                                                     |
|  |                                                                                             |
|  | †Murtoilestes                                                                               |
|  |                                                                                             |
|  | †Prokennalestes                                                                             |
|  |                                                                                             |

|  | †Eomaia         |
|  |                 |
|  | †Murtoilestes   |
|  |                 |
|  | †Prokennalestes |
|  |                 |

|  | (Marsupialia) |
|  |               |

|  | †Juramaia                                                                                   |
|  |                                                                                             |
|  | †Montanalestes                                                                              |
|  |                                                                                             |
|  | \| \| †Eomaia \| \| \| \| \| \| †Murtoilestes \| \| \| \| \| \| †Prokennalestes \| \| \| \| |
|  |                                                                                             |
|  | autres euthériens avec Placentalia                                                          |
|  |                                                                                             |
|  | †Eomaia                                                                                     |
|  |                                                                                             |
|  | †Murtoilestes                                                                               |
|  |                                                                                             |
|  | †Prokennalestes                                                                             |
|  |                                                                                             |

|  | †Eomaia         |
|  |                 |
|  | †Murtoilestes   |
|  |                 |
|  | †Prokennalestes |
|  |                 |

|  | (Marsupialia) |
|  |               |

### Phylogénie interne
La plupart des études s'accordent à reconnaître quatre super-ordres au sein des mammifères placentaires : Xenarthra, Afrotheria, Euarchontoglires et Laurasiatheria, les deux derniers regroupés dans le clade Boreoeutheria. Les relations entre ces autres groupes font débat et leur phylogénie n'est toujours pas résolue :
| A | B | C |
| --- | --- | --- |
| - Placentalia - Atlantogenata - Afrotheria - Xenarthra - Boreoeutheria - Euarchontoglires - Laurasiatheria | - Placentalia - Xenarthra - Epitheria - Afrotheria - Boreoeutheria - Euarchontoglires - Laurasiatheria | - Placentalia - Afrotheria - Exafroplacentalia - Xenarthra - Boreoeutheria - Euarchontoglires - Laurasiatheria |